# Krajowe Centrum Szkolenia Kadr Sądów Powszechnych i Prokuratury
Krajowe Centrum Szkolenia Kadr Sądów Powszechnych i Prokuratury – dawna instytucja podległa Ministrowi Sprawiedliwości, której zadaniem było szkolenie i doskonalenie zawodowe sędziów, prokuratorów, asesorów sądowych, asesorów prokuratury, referendarzy sądowych, asystentów sędziów, zawodowych kuratorów sądowych oraz urzędników sądów i prokuratury w celu uzupełnienia ich specjalistycznej wiedzy i umiejętności zawodowych.

## Historia KCSKSPiP
Krajowe Centrum zostało powołane do życia ustawą z dnia 1 lipca 2005 r. o Krajowym Centrum Szkolenia Kadr Sądów Powszechnych i Prokuratur (Dz.U. z 2005 r. nr 169, poz. 1410). Ustawa weszła w życie 1 września 2006. Oficjalne otwarcie nastąpiło 4 września 2006.
Siedziba Krajowego Centrum mieściła się w Warszawie przy ul. Wybrzeże Kościuszkowskie 47.
Zakończenie działalności nastąpiło 4 marca 2009, w związku z wejściem w życie ustawy z dnia 23 stycznia 2009 r. o Krajowej Szkole Sądownictwa i Prokuratury (Dz.U. z 2009 r. nr 26, poz. 157).
Następcą prawnym Krajowego Centrum Szkolenia Kadr Sądów Powszechnych i Prokuratury jest Krajowa Szkoła Sądownictwa i Prokuratury.

## Zadanie i środki realizacji
Swoje ustawowe zadanie szkolenia kadr sądów powszechnych i prokuratury Krajowe Centrum realizowało w szczególności poprzez:
- opracowywanie programów i organizowanie centralnych szkoleń i innych cyklicznych form doskonalenia zawodowego
- koordynowanie działalności szkoleniowej sądów i prokuratur
- przygotowywanie i organizowanie konferencji, sympozjów, seminariów z poszczególnych dziedzin prawa;
- współpracę międzynarodową oraz współdziałanie z wydziałami prawa, instytutami i placówkami naukowo-badawczymi, w zakresie działalności szkoleniowej
- prowadzenie działalności wydawniczej związanej z publikacją materiałów szkoleniowych
- wykonywanie zadań wskazanych przez ministra sprawiedliwości, związanych z doskonaleniem kadr sądów powszechnych i prokuratury.

## Struktura
Organami Krajowego Centrum były Rada Programowa i Dyrektor.
Do zadań Rady Programowej należało: ustalanie ogólnych kierunków działalności Krajowego Centrum, opracowywanie jego rocznych harmonogramów działalności szkoleniowej, ustalanie rocznych planów wydawniczych oraz opiniowanie regulaminu organizacyjnego Krajowego Centrum, a także zgłaszanie lub opiniowanie kandydatów na wykładowców i ustalanie zasad rekrutacji na szkolenia.
Radę Programową powoływał minister sprawiedliwości i liczyła ona 9 osób: 5 członków wskazanych przez ministra sprawiedliwości, 2 członków wskazanych przez Krajową Radę Sądownictwa spośród sędziów oraz 2 członków wskazanych przez Radę Prokuratorów przy Prokuratorze Generalnym spośród prokuratorów. Kadencja Rady Programowej trwała 5 lat. Członek Rady mógł być powołany jednorazowo na jeszcze jedną kadencję.
Dyrektor Krajowego Centrum kieruje Krajowym Centrum i reprezentuje je na zewnątrz. Dyrektora Krajowego Centrum powołuje minister sprawiedliwości, po zasięgnięciu opinii Krajowej Rady Sądownictwa i Rady Prokuratorów przy Prokuratorze Generalnym, na okres 5 lat z możliwością jednorazowego powołania na kolejną kadencję.
Dyrektorem Krajowego Centrum był Andrzej Leciak, zastępcami Ewa Stryczyńska i Hanna Wnękowska-Kryże, a członkami Rady Programowej Andrzej Wróbel (przewodniczący), Jerzy Engelking (wiceprzewodniczący), Jacek Gudowski, Wiesław Kozielewicz, Andrzej Kryże, Zbigniew Merchel, Beata Morawiec, Przemysław Piątek i Bogdan Święczkowski (stan na 4 września 2007). Członkiem Rady Programowej był też Janusz Kaczmarek.